# Гайдамака, Игорь Витальевич
И́горь Вита́льевич Гайдама́ка (1960, Николаев) — советский и украинский гребец-байдарочник, выступал за сборные СССР и Украины в начале 1980-х — середине 1990-х годов. Двукратный чемпион мира, четырёхкратный чемпион национальных первенств, победитель и призёр многих международных турниров. На соревнованиях представлял спортивное общество «Динамо», заслуженный мастер спорта СССР (1982).

## Биография
Игорь Гайдамака родился в 1960 году в Николаеве. Активно заниматься греблей начал в раннем детстве, состоял в местной спортивной команде «Динамо». Первого серьёзного успеха добился в 1979 году, когда одержал победу на Спартакиаде Украины и получил бронзовую медаль на взрослом первенстве СССР. Два года спустя в составе четырёхместного экипажа, куда также вошли гребцы Сергей Кривошеев, Юрий Полянс и Александр Водоватов, стал чемпионом национального первенства на дистанции 500 метров. Благодаря череде удачных выступлений удостоился права защищать честь страны на чемпионате мира в английском Ноттингеме, где их четвёрка опередила всех соперников и заняла первое место.
В 1982 году к их четвёрке вместо Полянса присоединился Сергей Колоколов, они выиграли первенство СССР на дистанциях 500 и 1000 метров, после чего отправились на чемпионат мира в Белград, где взяли золото полукилометровой программы. По итогам сезона Гайдамака, как и его партнёры, удостоен почётного звания «Заслуженный мастер спорта СССР». На всесоюзном первенстве 1984 года с обновлённой четвёркой в очередной раз выиграл полукилометровый заплыв. Рассматривался как основной кандидат на участие в летних Олимпийских играх в Лос-Анджелесе, однако руководство страны по политическим причинам бойкотировало эту Олимпиаду.
Последний раз Игорь Гайдамака поднимался на пьедестал мирового чемпионата в 1985 году на соревнованиях в бельгийском городе Мехелен, в четырёхместных экипажах с такими гребцами как Водоватов, Виктор Денисов, Александр Мызгин, Артурас Вета и Александр Белов участвовал в заплывах на 500 и 1000 метров. В обоих случаях стал серебряным призёром, уступив командам ГДР и Швеции соответственно.
Впоследствии ещё в течение многих лет продолжал участвовать в соревнованиях, после распада СССР представлял Украину на многих международных турнирах, однако добиться каких-либо существенных достижений уже не смог. Решение завершить карьеру профессионального спортсмена принял в 1995 году, после неудачного выступления на чемпионате мира в немецком Дуйсбурге. Позже работал тренером в облсовете «Динамо», в школе высшего спортивного мастерства, привлекался к подготовке юношеской сборной страны — его ученики завоёвывали медали на украинских чемпионатах и на различных этапах Кубка мира. Является майором внутренних войск в отставке. Имеет высшее образование, окончил Николаевский государственный педагогический институт, где обучался на факультете физического воспитания. Женат, есть двое сыновей.